# Antsiranana
 (octobre 2024).
Si vous disposez d'ouvrages ou d'articles de référence ou si vous connaissez des sites web de qualité traitant du thème abordé ici, merci de compléter l'article en donnant les références utiles à sa vérifiabilité et en les liant à la section « Notes et références ».
 (janvier 2024).
Pour les articles homonymes, voir Diego-Suarez.
Diego-Suarez

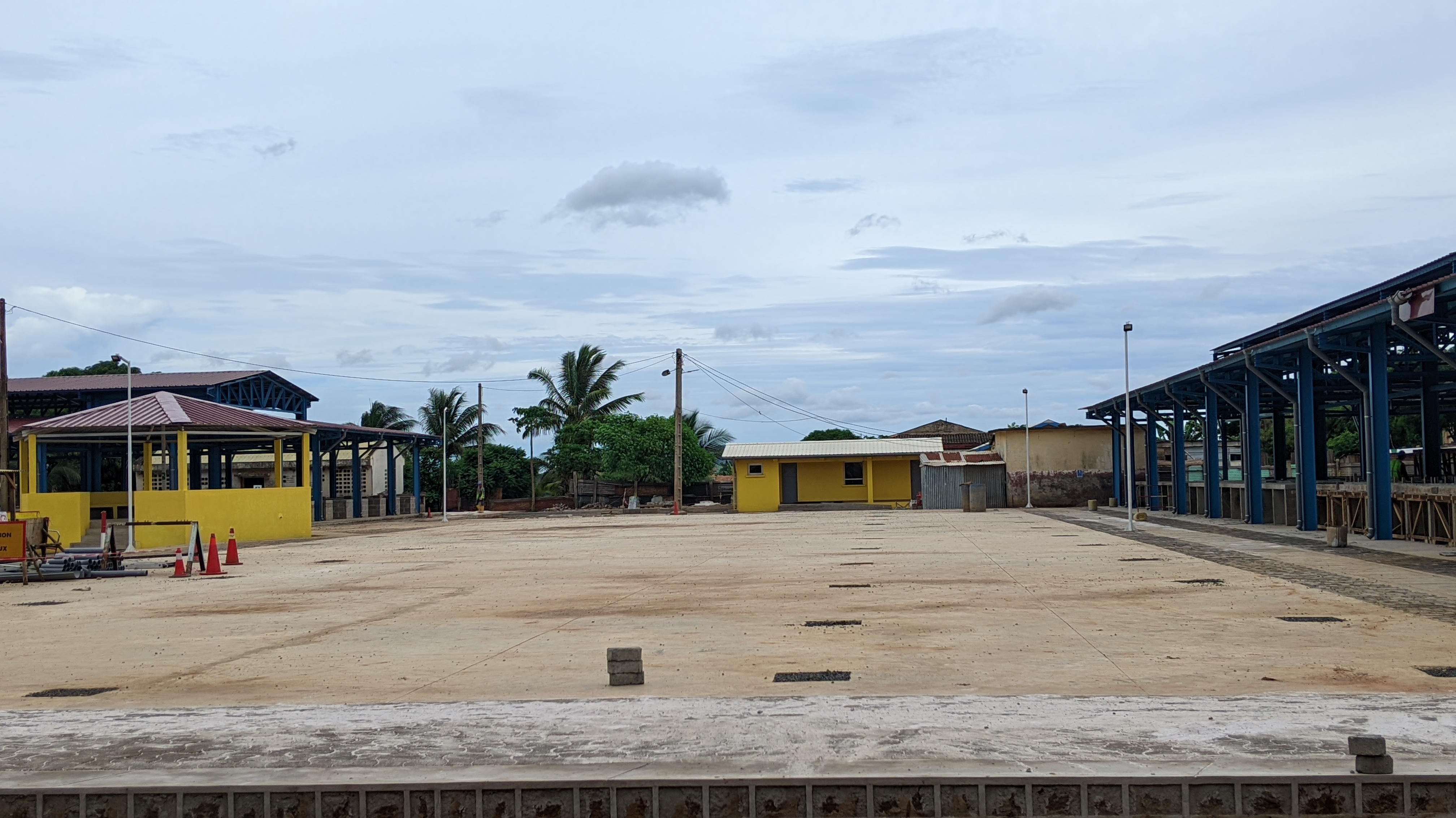
Nouveau bazary.

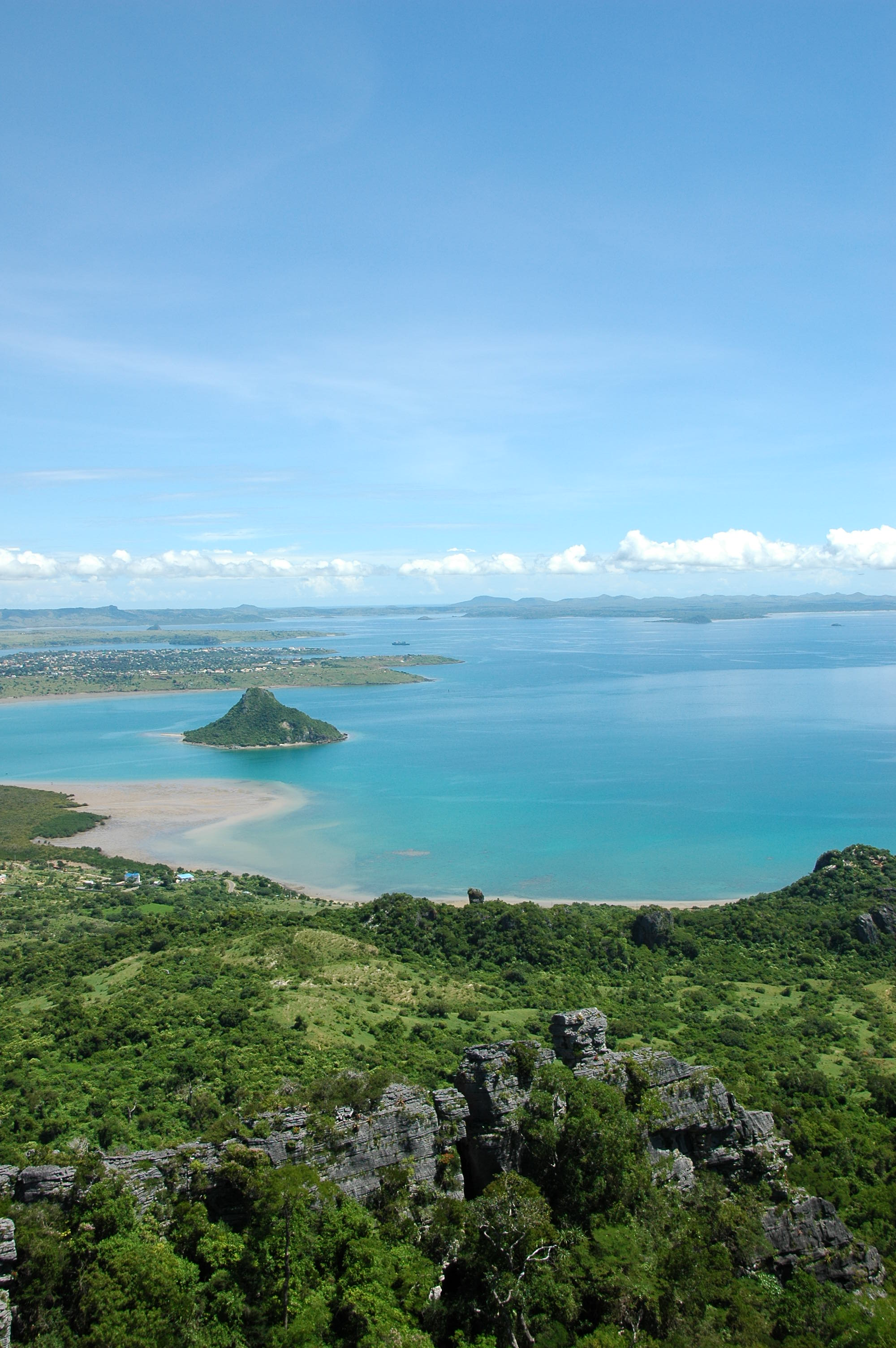
Vue de la baie de Diego-Suarez, prise du sommet de la Montagne des Français.

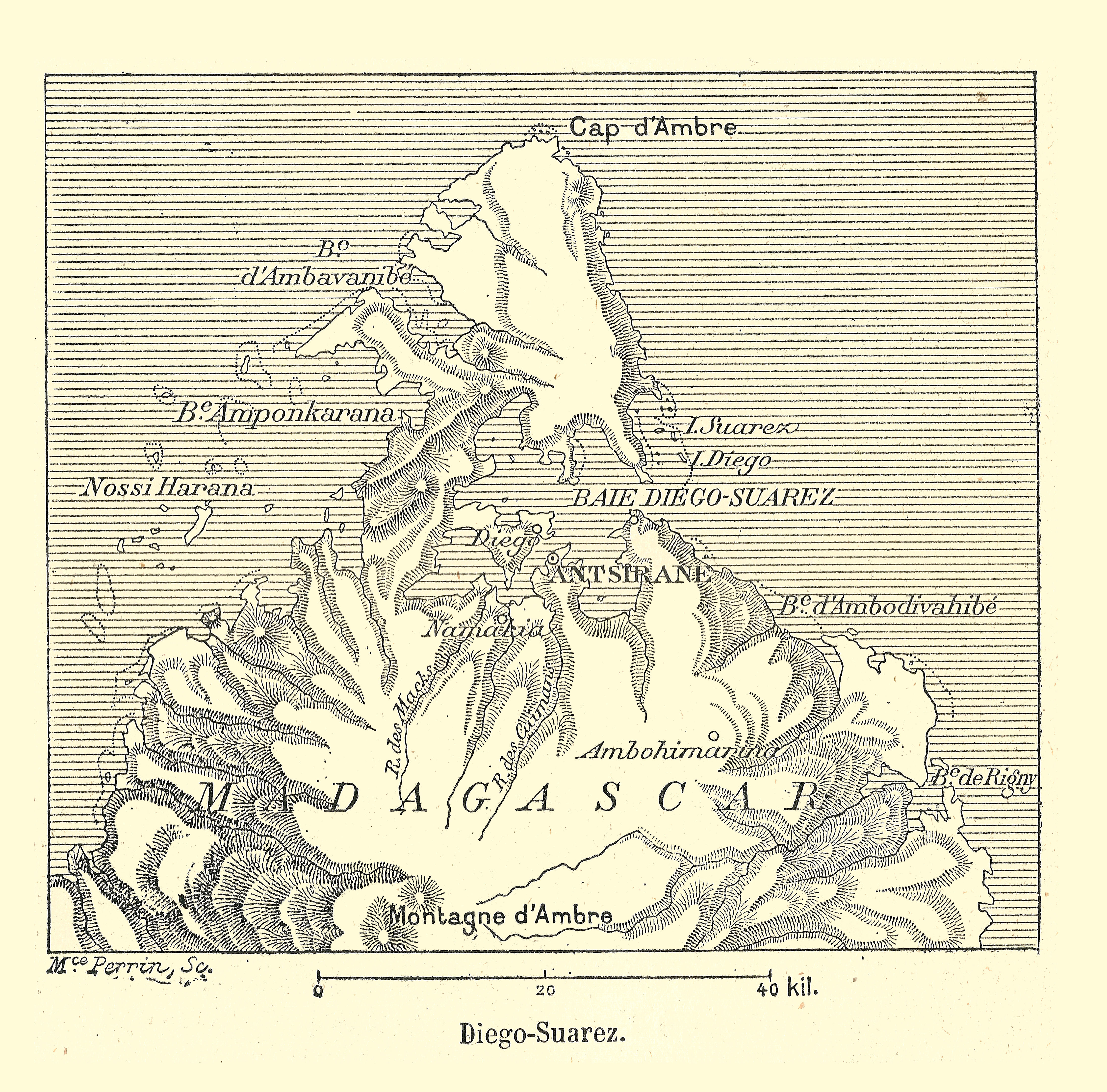
Carte extraite de Franz Schrader & Louis Gallouédec, Géographie élémentaire de la France et de ses colonies rédigée conformément aux programmes des classes de 5e classique et 6e moderne, 1894 ; y figure le toponyme d'Antsirane et la baie Diego-Suarez.

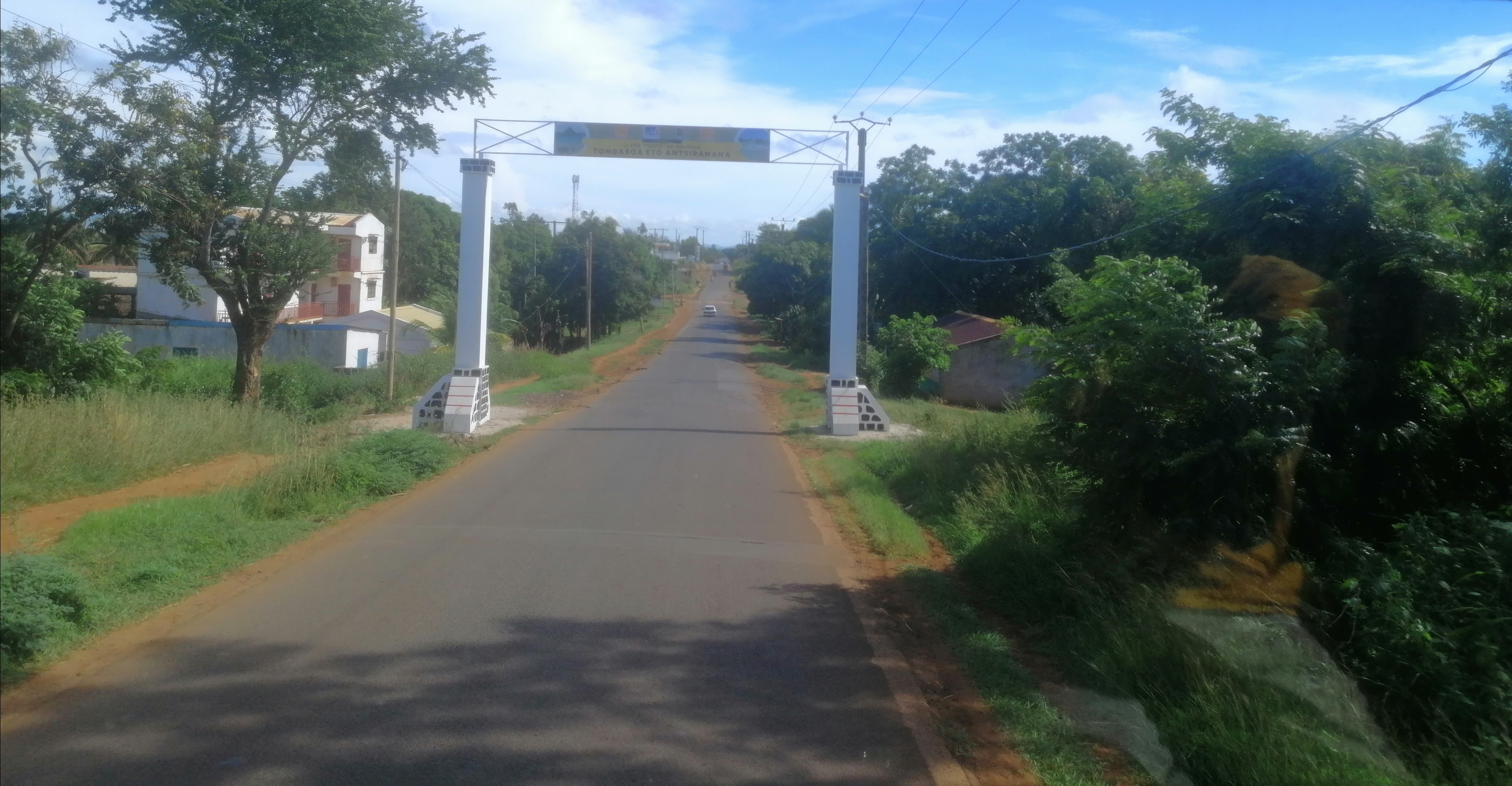
Tongasoa à Antsiranana.

Antsiranana, aussi appelée Diego-Suarez, est une ville malgache.
Antsiranana est une ville et une commune urbaine du nord de Madagascar, dans le District d'Antsiranana I, dans la Région Diana, dans la Province de Diego-Suarez.
C'est le troisième port de la Grande île. Nosy Be, l'île Sainte-Marie et Antsiranana font partie des trois anciens établissements français associés à l'ancien territoire du royaume mérina. Ils forment ainsi l'ancien protectorat français de Madagascar qui est actuellement la république de Madagascar.

## Géographie

### Localisation
La ville d'Antsiranana se situe au niveau du cap d'Ambre (Tendron'i Bobaomby) dans le nord de Madagascar. À l'ouest, il y a le canal du Mozambique et à l'est l'océan Indien. Sa superficie s'étend sur 47 km2.
Cette ville, réputée être la plus propre de la grande île, est abritée par la baie de Diego-Suarez (156 km de côtes). Il s'agit du second port du pays. La baie d'Antsiranana est de fait composée de quatre baies plus petites qui sont :
- la baie du Tonnerre
- la baie des Cailloux Blancs
- le Cul de Sac Gallois
- la baie des Français (où se situe la ville promontoire de Diego-Suarez)

Cette spécificité, couplée à une position idéale (proximité avec les côtes africaines, de Mayotte, des Comores et des Seychelles), en font un lieu stratégique expliquant le vif intérêt des forces françaises pour le site, qui en fait une base navale durant la colonisation.
La ville se trouve sur un plateau à une altitude d'environ 50 mètres au-dessus de la mer. L'aérodrome d'Arrachart se trouve lui à 105 mètres d'altitude.
Antsiranana se trouve à 1 115 km de la capitale Antananarivo, soit 26 heures de voiture.

### Population
Son aire urbaine est estimée à environ 125 000 habitants en 2014.
Bien qu'elle soit censée être la capitale de l'ethnie antakarana (« ceux des falaises »), Antsiranana est une ville cosmopolite où la diversité de la population est frappante : 
- Sakalaves, Antakaranas,
- Comoriens, Mahorais
- Arabes
- Indiens
- Antandroy, Antesaka
- Mérinas, Betsileos, Betsimisarakas
- Chinois, Africains
- Yéménites, Somaliens
- Européens : Français, Italiens, Suisses

### Climat
La ville a un climat tropical à saison sèche avec deux saisons : une saison des pluies entre décembre et mars, avec la présence de mousson, et une saison sèche qui dure huit mois, d'avril à novembre, avec le varatraza (d)  (vent fort de vitesse jusqu'à 22 m/s de l'est au nord-ouest). Sa pluviométrie moyenne est de 125 mm à 390 mm. Avec une température moyenne qui varie de 26 °C à 26,7 °C en période de pluie et de 23 °C à 26,4 °C en période sèche.

### Toponymie
Il existe deux thèses pouvant expliquer le nom de la ville :  
- la découverte de la baie par les navigateurs portugais Diego Dias et Fernando Suarez[5] qui lui donnèrent leurs noms[6], Diego-Suarez.

Le tout premier nom d'Antsiranana est Antomboko, qui signifie « troué, perforé », nom dû à cette baie naturelle qui s’étend sur 156 km. C’est la deuxième plus grande baie au monde après celle de Rio de Janeiro. Elle possède aussi son « Pain de Sucre », le Nosy Lonjo en malgache.
La ville retrouve son nom malgache d'Antsiranana (mot qui signifie « le port » en malgache) dans les années 1970 dans le cadre de la politique de malgachisation prônée sous la Deuxième République. Néanmoins, l'ancien nom demeure courant.

### Administration
C'est la capitale régionale de la Diana.
Jusqu'en 2015, la représentation française disposait d'une chancellerie rattachée à l'ambassade de France à Madagascar d'Antananarivo. À la suite d'une rationalisation des effectifs, Antsiranana ne dispose plus que d'un consulat. Cette situation a rendu plus difficile l'accès aux services de l'administration pour les 1 200 ressortissants français déclarés dans le nord de Madagascar. Le consul honoraire, bénévole, ne dispose pas de toutes les prérogatives de l'ambassade.

## Histoire

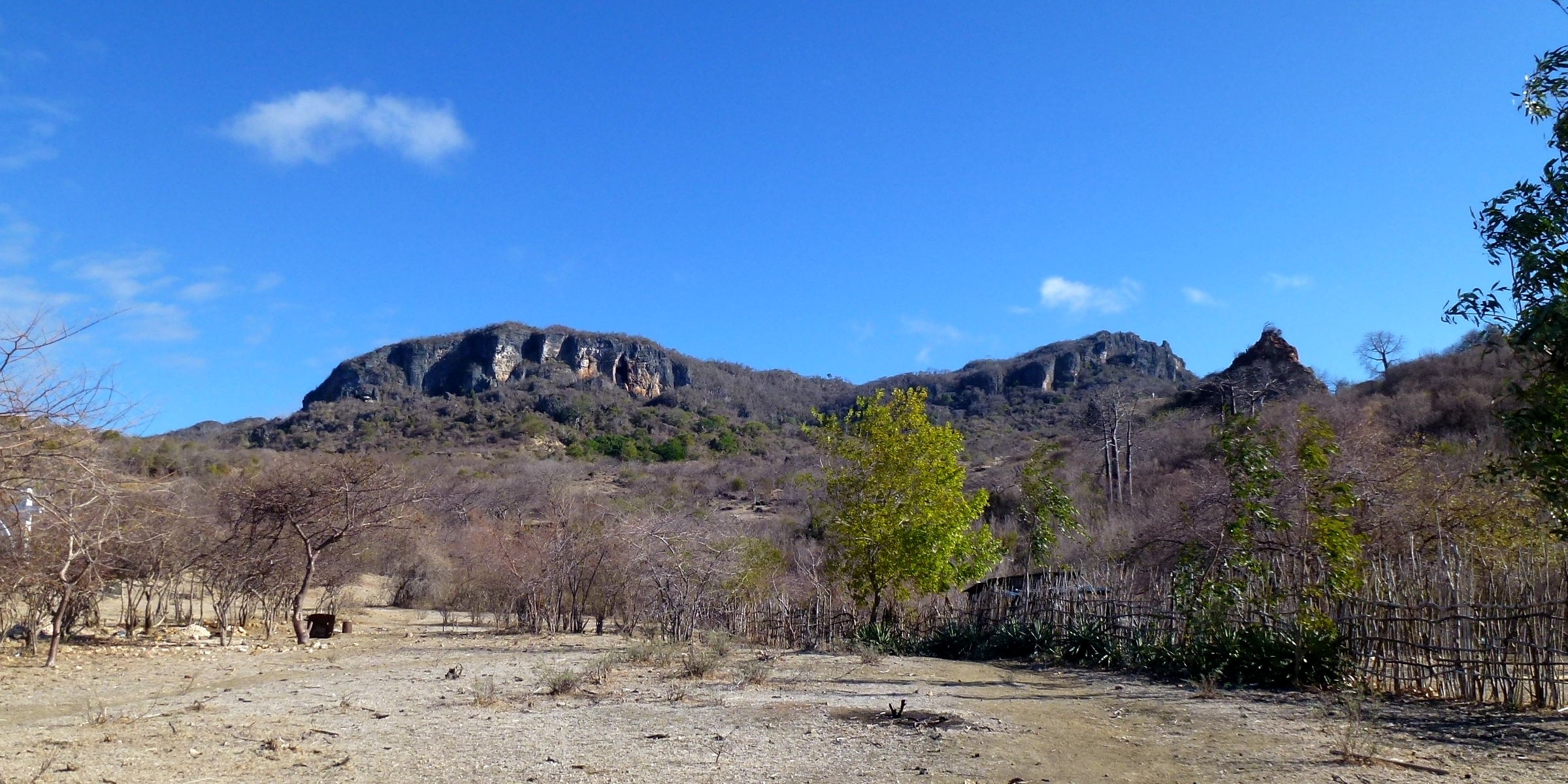
La Montagne des Français.

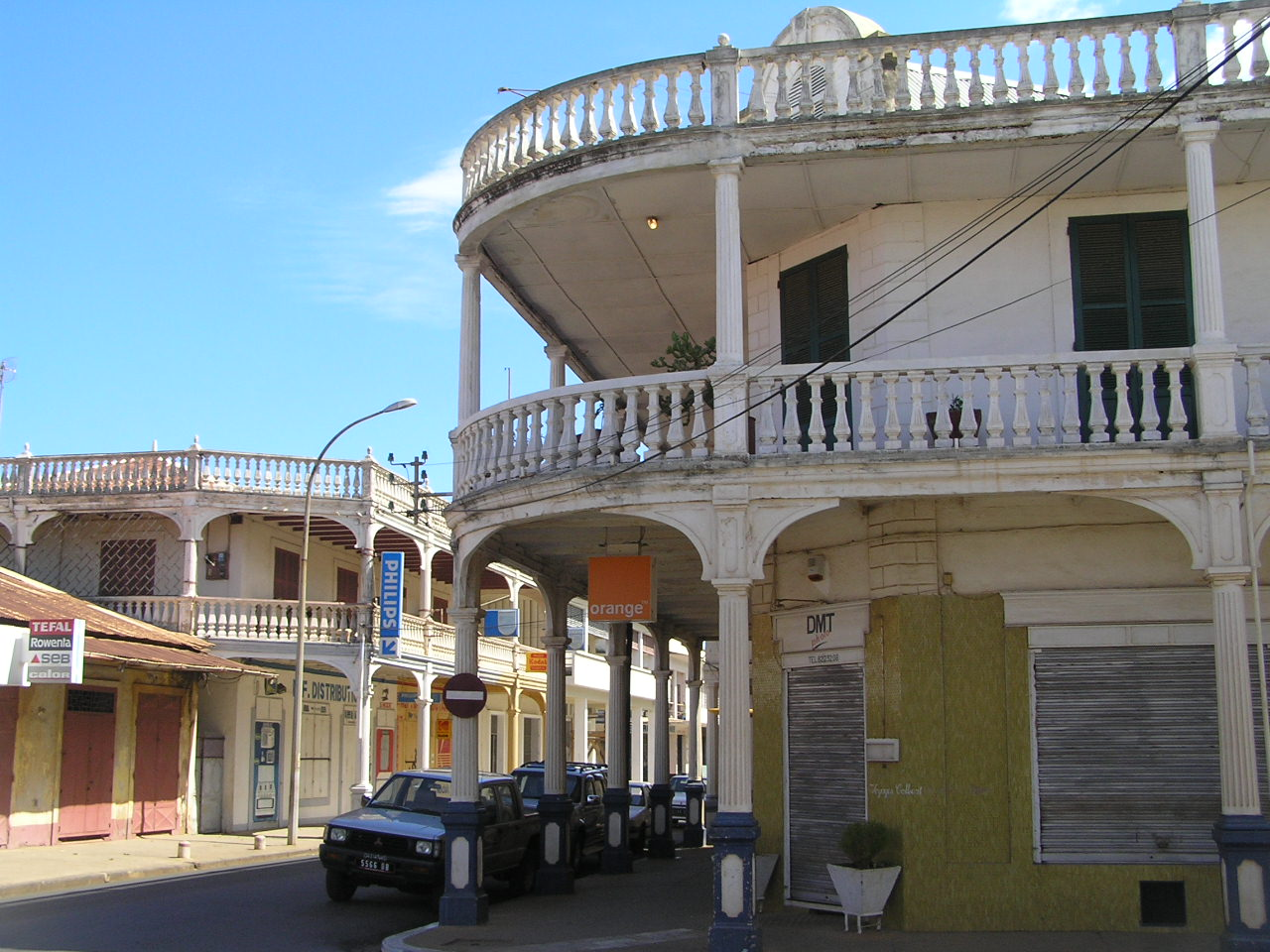
Architecture typique d'influence arabe de Madagascar, à Antsiranana.

Antsiranana, ou Diego-Suarez, comme toute la partie nord de la Grande île, était un véritable objet de convoitise et de conquête de l'extérieur. Auparavant Diego désignait Cap Diego.
- VIIe siècle : premiers vestiges de présence humaine dans la Montagne des Français.
- XVIe siècle : découverte de la baie par des explorateurs portugais (cf. voir les deux thèses au paragraphe Toponymie).
- XVIIe siècle : à la fin du XVIIe siècle, la baie de Diego-Suarez abritait supposément une colonie de pirates français appelée « Libertalia ».
- 17 décembre 1885 : signature d'un traité accordant à la France le droit d'occuper le territoire de Diego-Suarez et d'y faire « des installations à sa convenance ». Les troupes françaises s'installent d'abord à Cap Diego, puis, pour des raisons de commodité et d'ouverture, sur l'arrière-pays, à Antsiranana.
- 1886 : la ville est créée, sous les instructions du 28 août et de 2 septembre 1986, ainsi le commandant militaire Caillet a regroupé une partie de la garnison de Cap Diego à Antsiranana.
- 1887 : installation des services administratifs, du commandement, de trois compagnies d'infanterie de marine et d'une compagnie de disciplinaire et d'artillerie. À l'arrivée du gouverneur Froger, Antsiranana devient le centre administratif de la colonie de Diego-Suarez.
- 28 août 1895 : prise par les Français du fort d'Ambohimarina (dans la Montagne des Français), occupé par les troupes de la reine Ranavalona III.
- 28 janvier 1896 : décret rattachant la colonie au gouvernement général de Madagascar.
- En 1900, Diego-Suarez est déclaré « point d'appui de la flotte ». Sous la direction du général Joffre, la ville va rapidement se développer. On assiste à la construction du bassin de radoub, de l'hôpital, du quartier militaire et de l'arsenal.
- 5 mai au 7 mai 1942 : opération Iron Clad, les Britanniques s'emparent de Diego-Suarez, aux mains des troupes vichystes, craignant que ces dernières n'appuient les forces japonaises présentes en Birmanie et alliées de l'Allemagne.
- 1946 : les troupes britanniques rétrocèdent la ville à la France.
- 26 juin 1960 : l'île devient indépendante, ce jour deviendra la fête nationale.
- 3 juin 1974 : départ de la Légion étrangère, puis de la Marine nationale le 26 juin 1975.
- 2021 : la ville devient la capitale de la région Diana avec la mise en place des vingt-trois régions, en 2021[10].

## Urbanisme
Comme on peut le voir à la toponymie des rues et des lieux, l'urbanisme de la ville est fortement marqué par la présence française.
L'urbanisation s'est faite en plusieurs phases :
- la vieille ville : le village d'Antomboko ou Antsiranana peut être considéré comme le noyau de la ville ou hypercentre. Il était composé d’une vingtaine de paillotes malgaches et a été découvert par François de Mahy en 1885. Ce village fait place à une ville qui s’étend désormais de plus en plus vers le sud ;
- la nouvelle ville : avec la colonisation, le village s'est peu à peu transformé en ville. Celle-ci est orientée vers le nord-nord-est et se divise en deux parties :
- l’ancienne ville coloniale : d'abord installée dans la « Ville basse » serrée sur quatre hectares autour du port, elle s'est ensuite étendue sur le plateau (rue Colbert, quartier militaire, Place Kabary), puis, plus tard, quartier de l'Octroi (rue Lafayette) ;
- les nouveaux quartiers d'extension : au sud (Tanambao I à V, Lazaret, Grand Pavois, SCAMA, Ambalavola, Mahatsara, Morafeno, etc.), sont autant de quartiers qui tendent à s'étendre de plus en plus vers Anamakia et Arrachart ;
- plusieurs routes ont été modifiées depuis 2017, par le biais de projets pic. L'un d'eux est la rue  qui relie  le carrefour en Y (sur la route Ramena) et séminaire paul VI ( vers la RN6). Ces nouvelles constructions ont changé le quotidien des habitants[11].

### Découpage administratif
Le recensement de la Commission Électorale Nationale Indépendante, en 2018, a montré que la commune présente vingt-cinq fokontany, à savoir :
- Ambalakazaha,
- Ambalavola,
- Ambohimitsinjo,
- Anamakia,
- Avenir,
- Bazar kely,
- Cap-Diego,
- Cité ouvrière,
- Grand Pavois,
- Lazaret Nord,
- Lazaret Sud,
- Mahatsara,
- Mangarivotra,
- Manongalaza,
- Morafeno,
- Place Kabary,
- Scama,
- Soafeno,
- Tanambao III,
- Tanambao IV,
- Tanambao Nord,
- Tanambao Sud,
- Tanambao tsena,
- Tanambao V,
- Tsaramandroso.

Le nombre de bureaux de vote est de 106 avec 59 801 électeurs. Par extrapolation, on peut estimer le nombre de la population de la ville à 119 600 en 2008.

## Économie

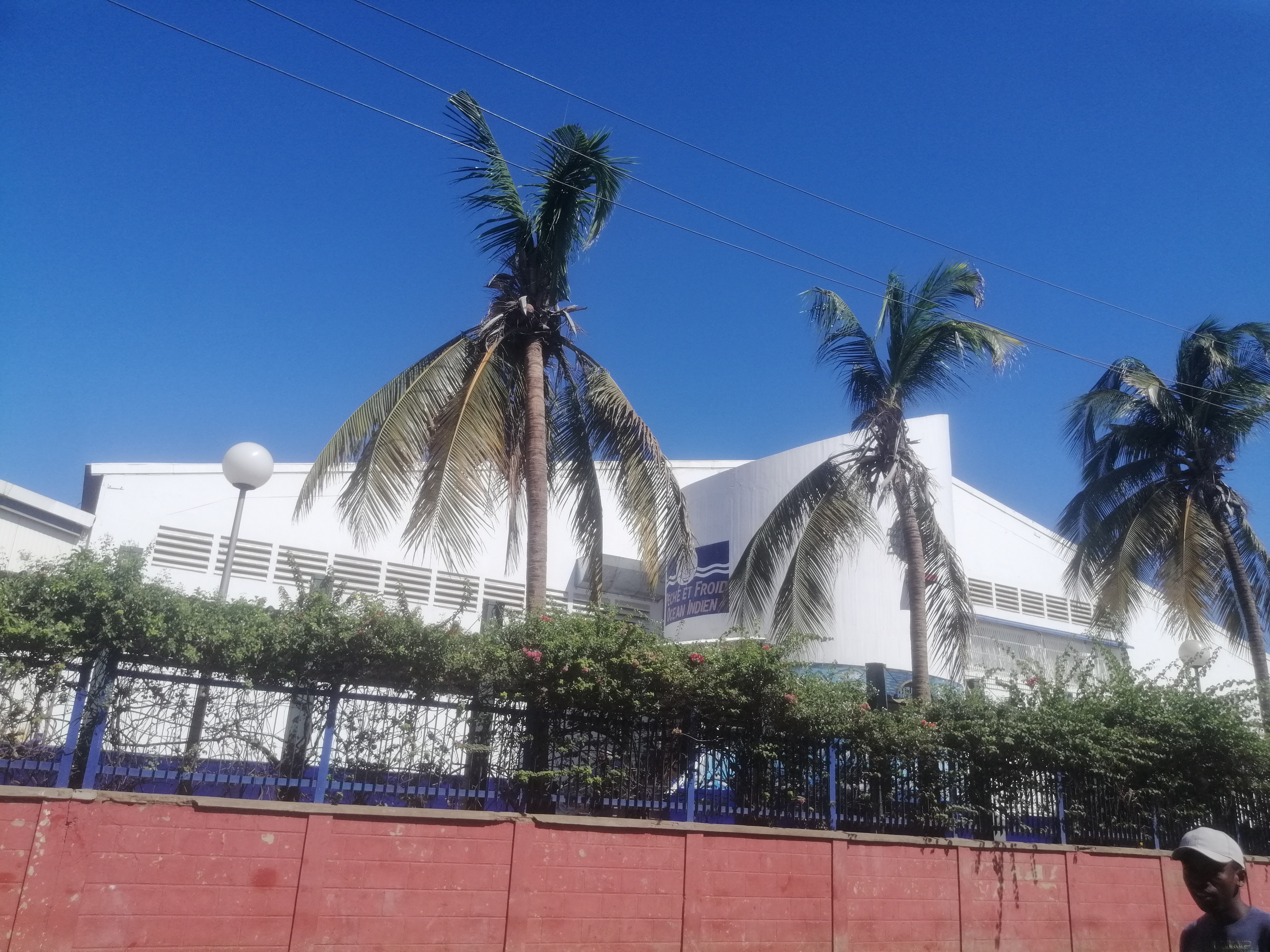
PFOI

L'économie est basée essentiellement sur le tourisme et les grandes entreprises locales comme les brasseries Star, la Compagnie Salinière de Madagascar (CSM), La Société d’Étude de Construction et de Réparation Navales (SECREN) ou Pêche et Froid de l'Océan Indien (PFOI). Des initiatives économiques privées à travers les PME/MPE existent également.
Les activités agricoles sont pratiquées dans les « fokontany » rurales à Anamakia et Cap Diégo. Elles ravitaillent la ville. Étendues sur 1 500 hectares, elles produisent du riz, des mangues et les cultures de contre-saison.

### Tourisme

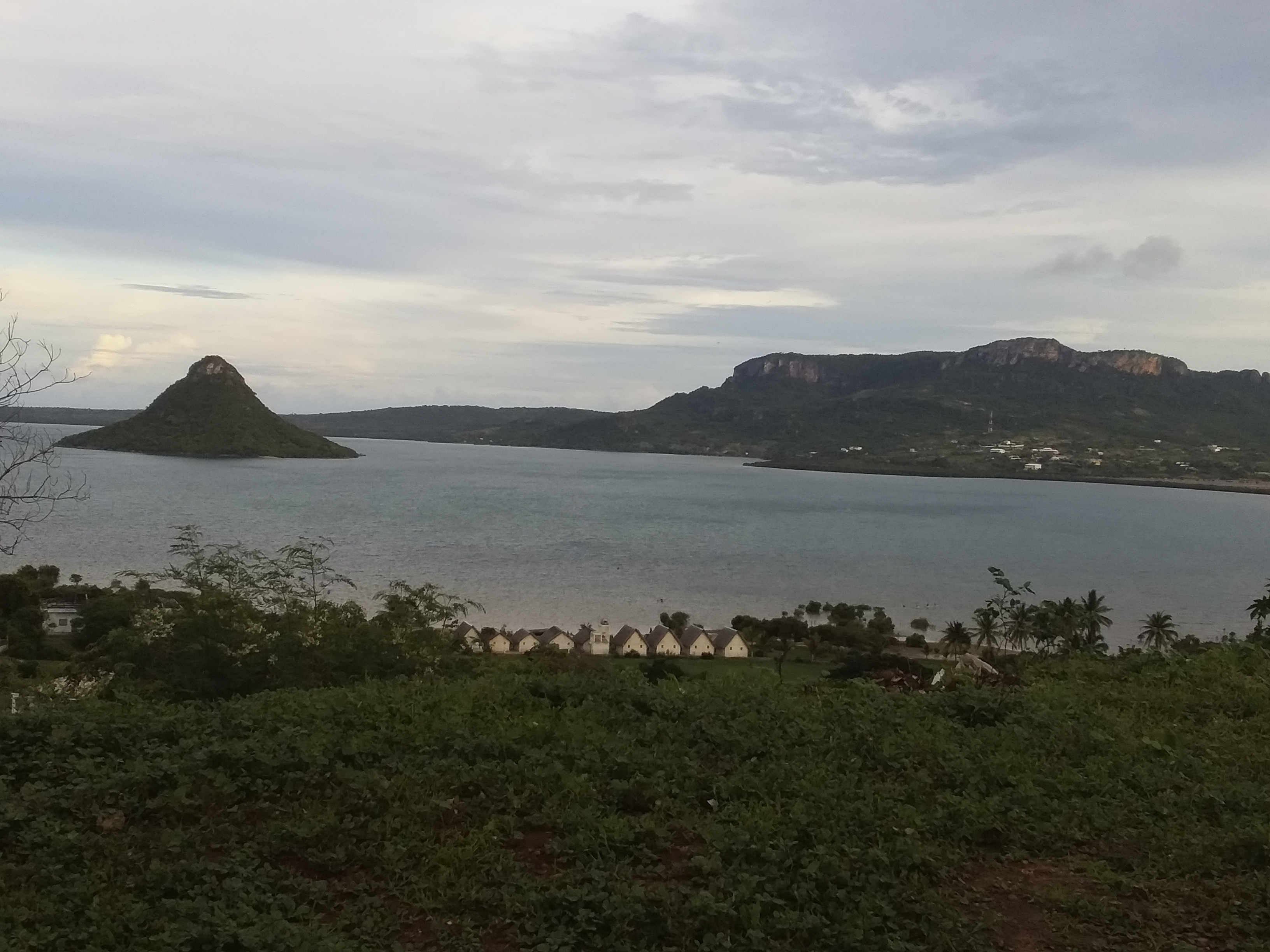
Le Pain de Sucre.

La ville est une destination touristique. Elle a plusieurs sites incontournables aux alentours tels que Nosy Lonjo (pain de sucre) ; les vestiges du passé colonial : le windsor castle, la montagne des Français, la mer d'émeraude ; Tsingy Rouge ; la réserve spéciale d'Ankarana, les Trois Baies, la plage de Ramena, Nosy Hara, sans oublier cap Diego, nommée aussi « presqu'île de Diego-Suarez », avec son aérodrome et ses vestiges militaires laissés par les français.

## Transports
La ville est reliée par le transport aérien avec l'aérodrome d'Arrachart.

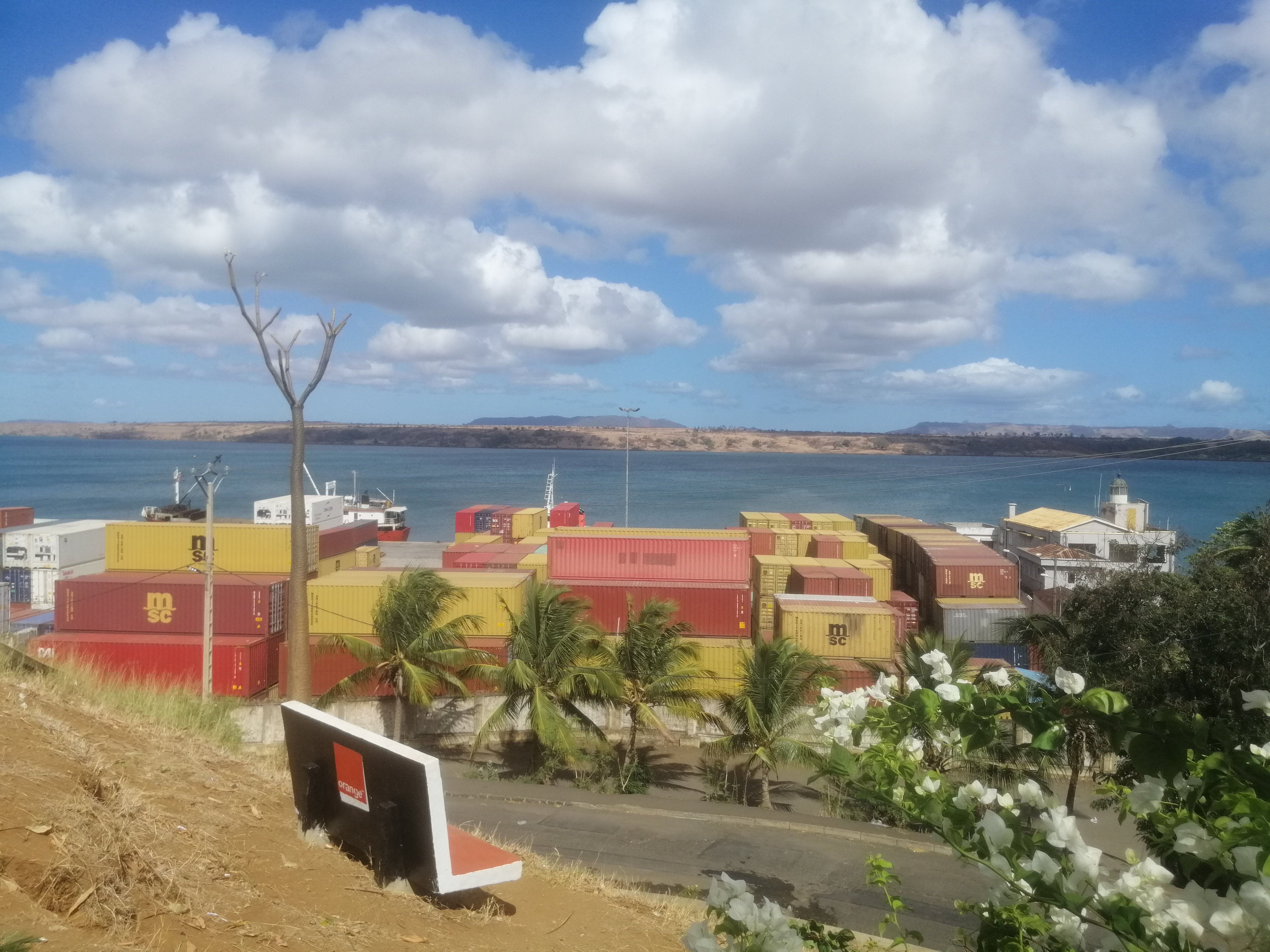
Le port d'Antsiranana

La ville de Diego-Suarez est également reliée par route terrestre avec les autres villes au sud dans la région Diana et d'autres régions (Anivorano, Ambanja, Ambilobe). En période sèche, elle est reliée quotidiennement par des taxis-brousse venant de la capitale à 1 200 km au sud (elles le font entre 26  et   36 heures en général). Avant 2010, les moyens de transports usuels de la ville sont les pousse-pousses et les taxis. L'arrivée de tuk-tuks (appelés localement « bajaj ») provoque la disparition progressive de ces moyens de transport.
Un port maritime est érigé dans la ville de Diégo-Suarez. Il assure une grande partie du trafic de marchandises sur les plans régional, national et international. Les marchandises qui y transitent sont le sucre et le sel (pour l'arrière-pays) et les produits d'exportation comme le cacao. En outre, il est le principal site d’éclatement des produits importés de la province d’Antsiranana. Des paquebots touristiques venant d'Europe font également escale au port.

## Lieux de cultes

### Les lieux de culte chrétiens
Parmi les lieux de culte, il y a principalement des églises et des temples chrétiens :
- église de Jésus-Christ à Madagascar (Communion mondiale d'Églises réformées) ou FJKM (Fiangonan'i Jesoa Kristy eto Madagasikara) ;
- église luthérienne malgache (Fédération luthérienne mondiale) (loterana) ;
- assemblées de Dieu ;
- association des églises bibliques baptistes de Madagascar (Alliance baptiste mondiale) ;
- archidiocèse d'Antsiranana (Église catholique) ;
- église anglicane [18] ;
- église Rhema, apostolique ;
- REFI
- FPVM (Fiangonana Protestanta Vaovao eto Madagasikara) ;
- EEM (Eklezia Episkopaly Malagasy), épiscopalienne ;
- FVKFM (Fiangonan' ny Vondrona Kristianin' ny Fanahy Masina), évangélique ;
- Shine évangelique ;
- Temoins de Jehovah ;
- chapelle militaire et de la gendarmerie.

### Les lieux de culte musulmans
On y trouve aussi des mosquées musulmanes: (Chadouli, Bambao, Soafeno, Joma, Anafi, Antimahôry, lazaret, Reglage, mosquée Manongalaza, mosquée Jakob, mosquée Mahavokatra).

### Lieux de culte à Antsiranana

Lieux de culte
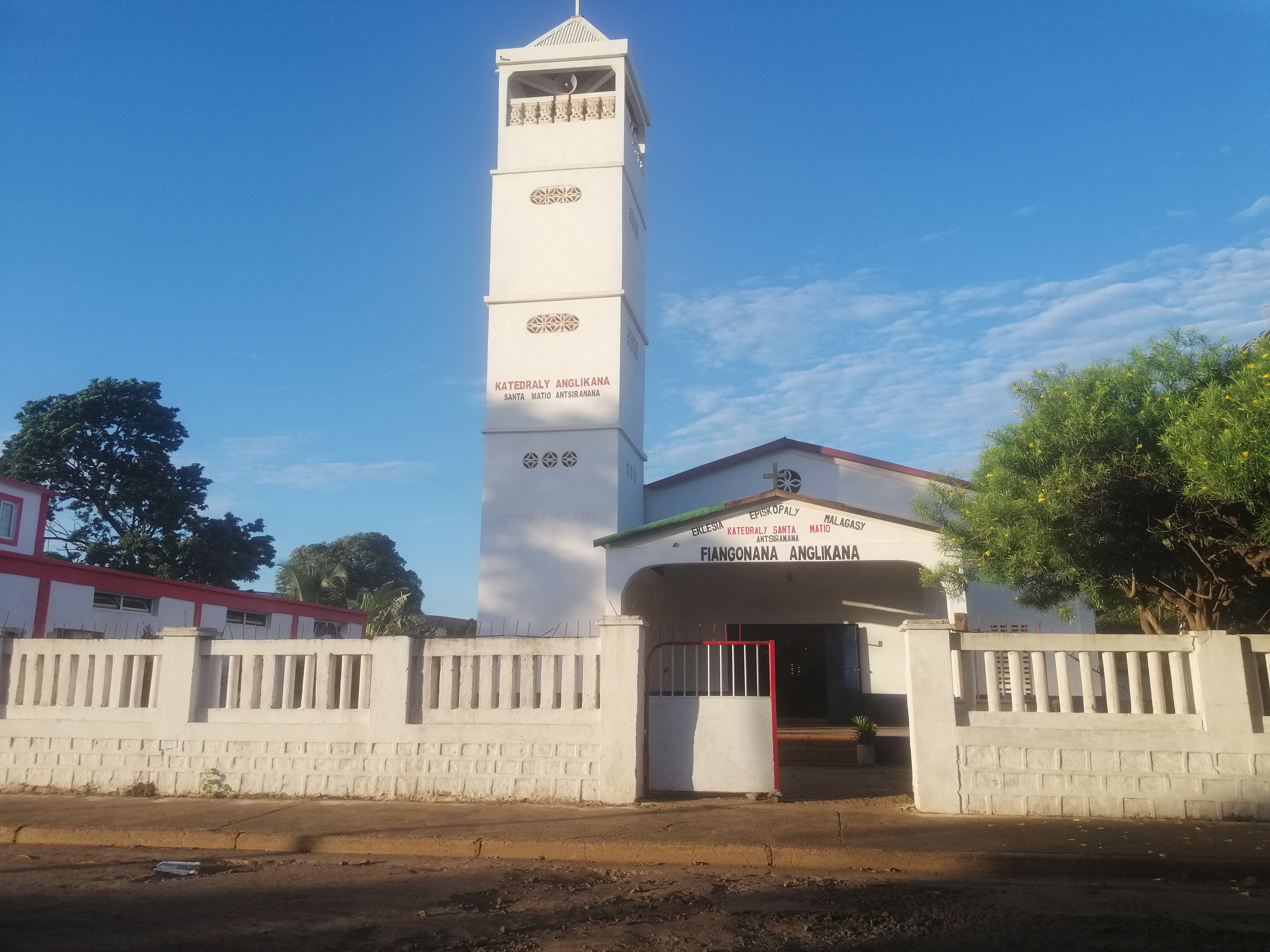
Église Anglicane Santa Matio Antsiranana
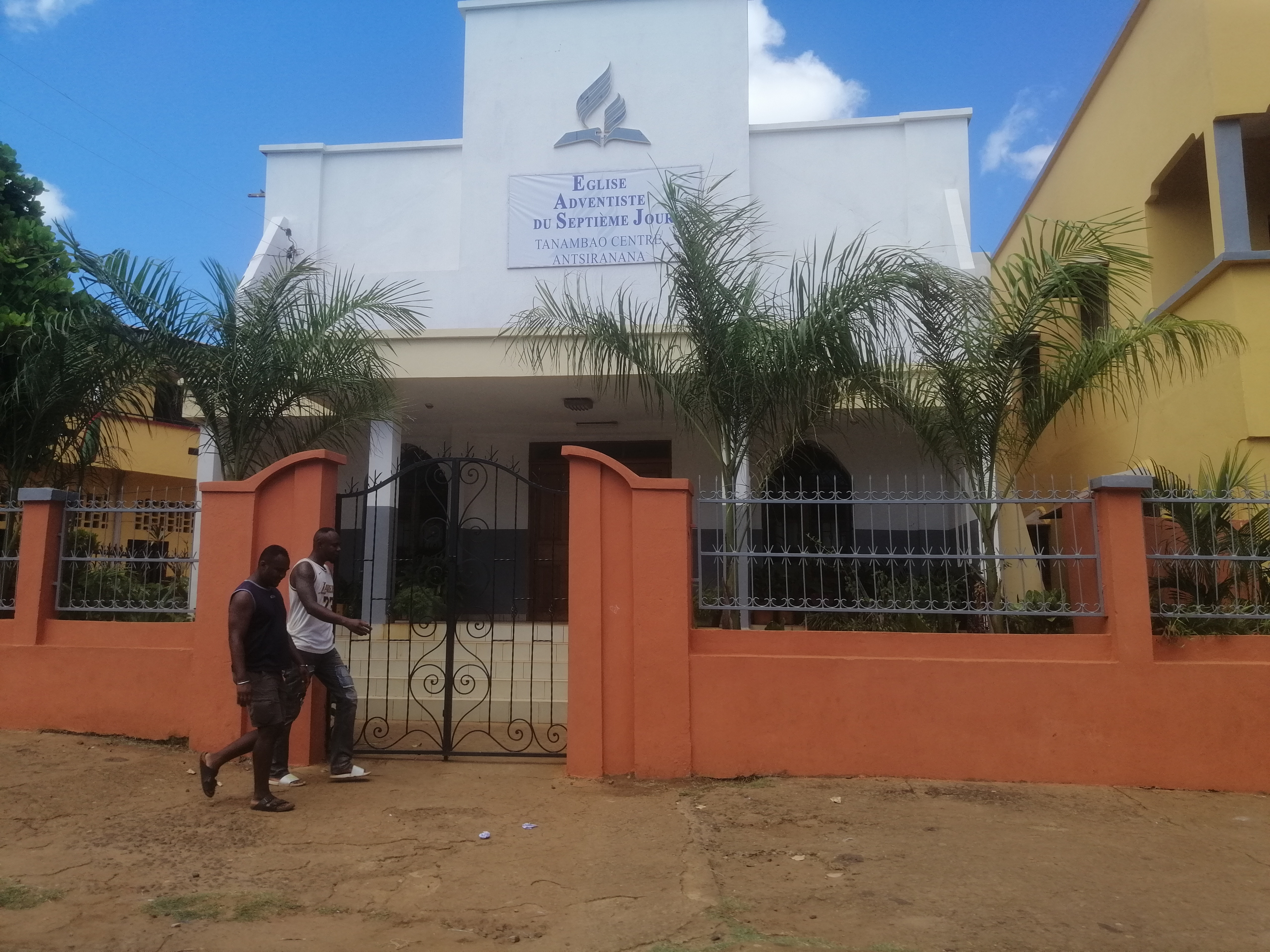
Église Adventiste Antsiranana
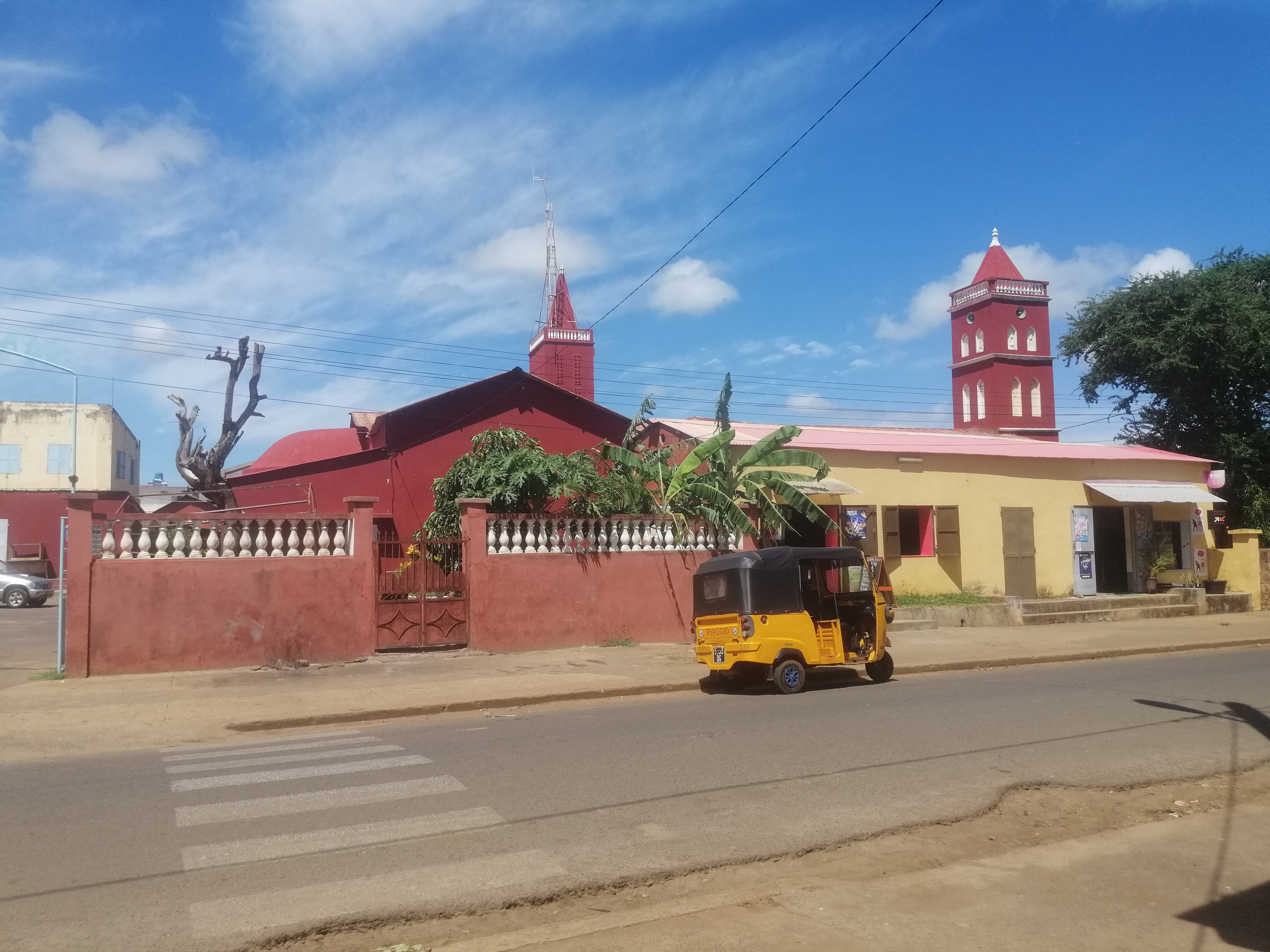
FJKM Antseranana Fahazavana
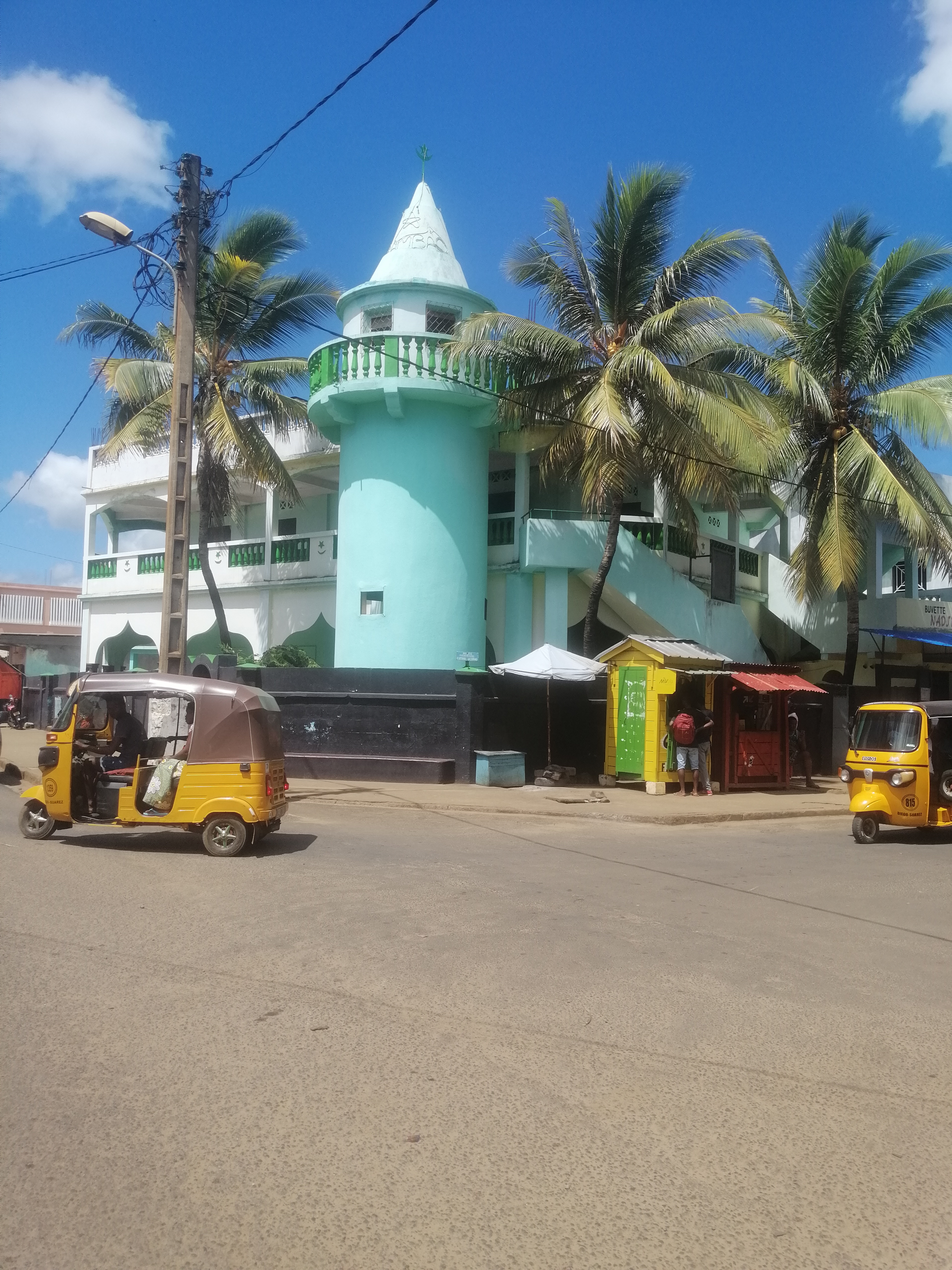
mosquée Bambao Antsiranana
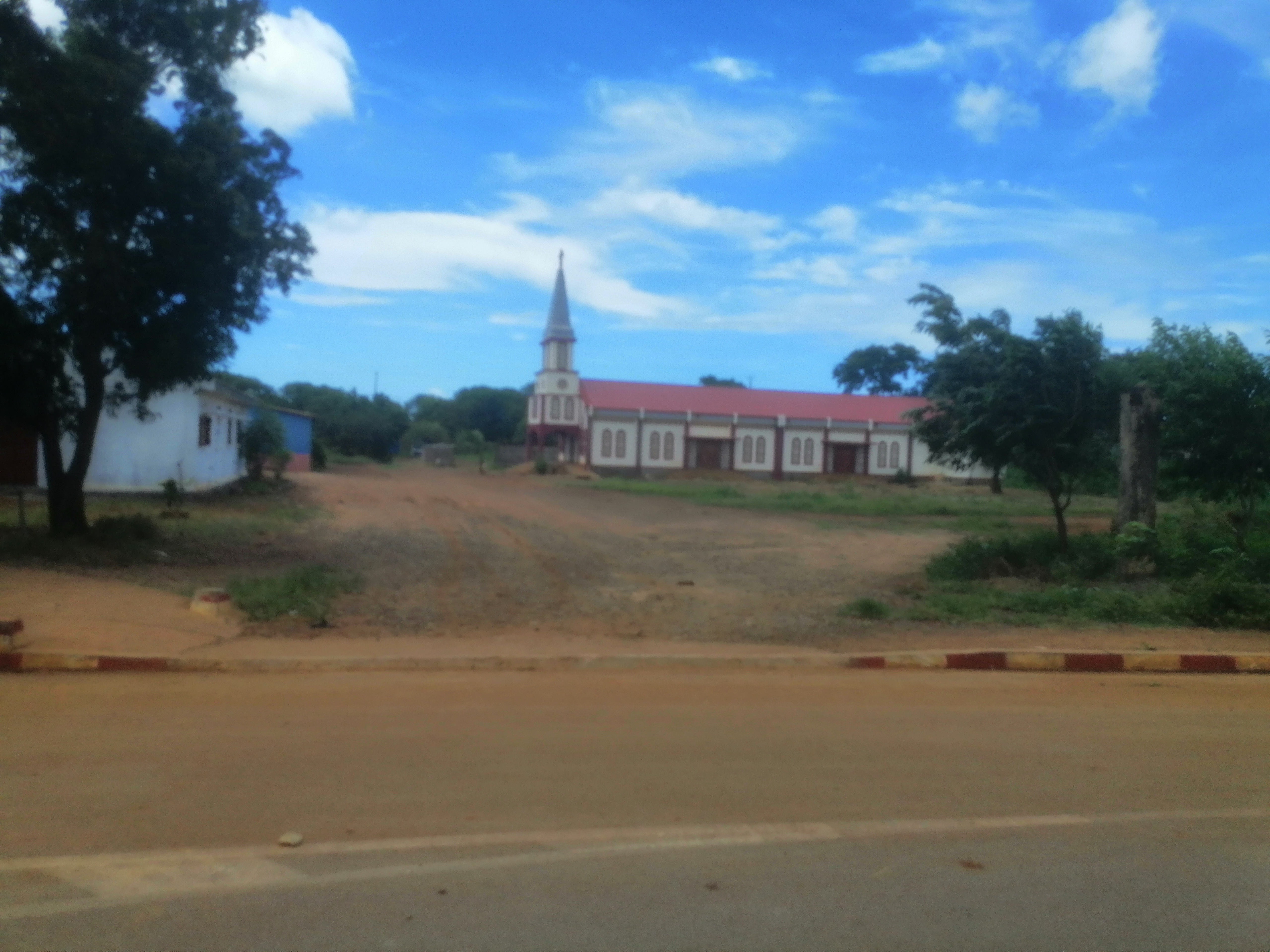
EKAR Christ-Roi
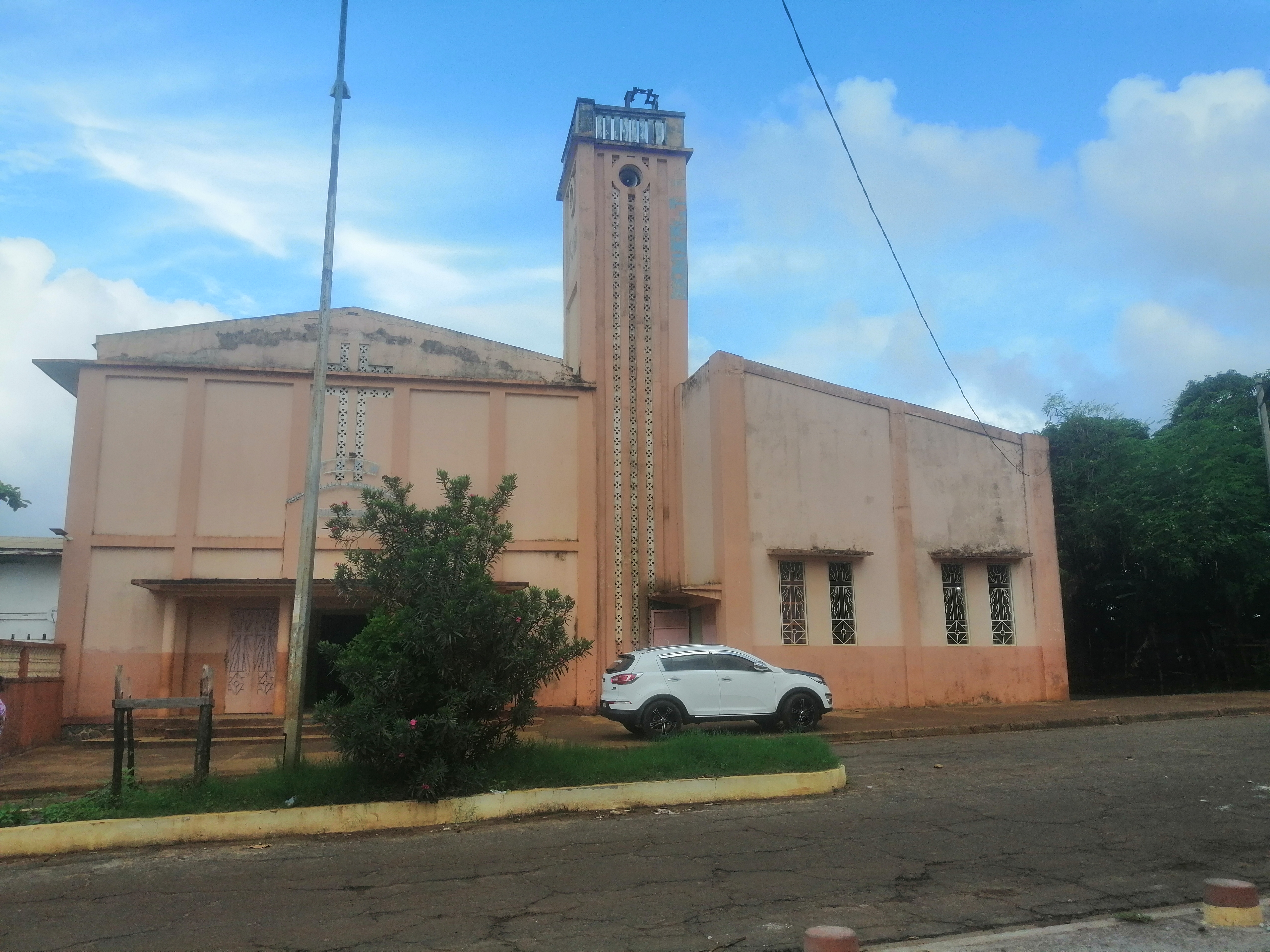
FJKM Tanananabo Antsiranana
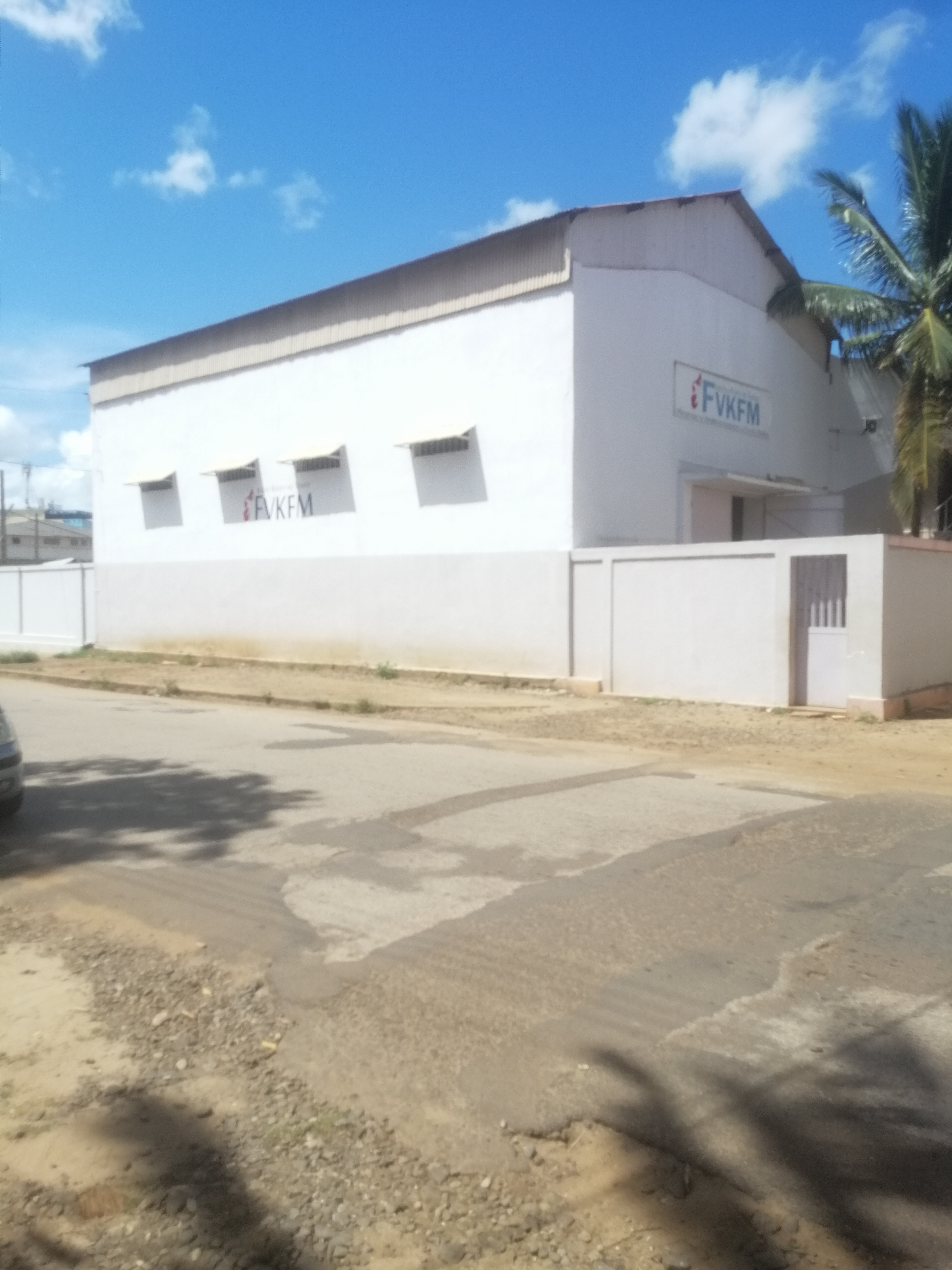
FVKM Antsiranana

## Aires protégées
En 1999, la commune a déclaré le « Nosy Lonjo » patrimoine des cultures traditionnelles et écologiques.
Plusieurs sites touristiques sont également accessibles aux environs de la ville de Diego-Suarez, notamment le Parc national de la Montagne d'Ambre, abritant une forêt humide tropicale, le complexe d'Oranjia (Orange), le site Anosiravo (ou montagne des français), la plage Ramena, les trois baies, la nouvelle aire protégée d'Ambodivahibe, le Windsor castle (fortin datant de la Deuxième Guerre mondiale), le lac Antagnavo, ainsi que la réserve marine protégée de Nosy Hara et le site de la mer d'Émeraude.

## Éducation

### Enseignement primaire et secondaire
La ville abrite de nombreuses écoles : 
- le réseau national d'écoles publiques
- les écoles privées

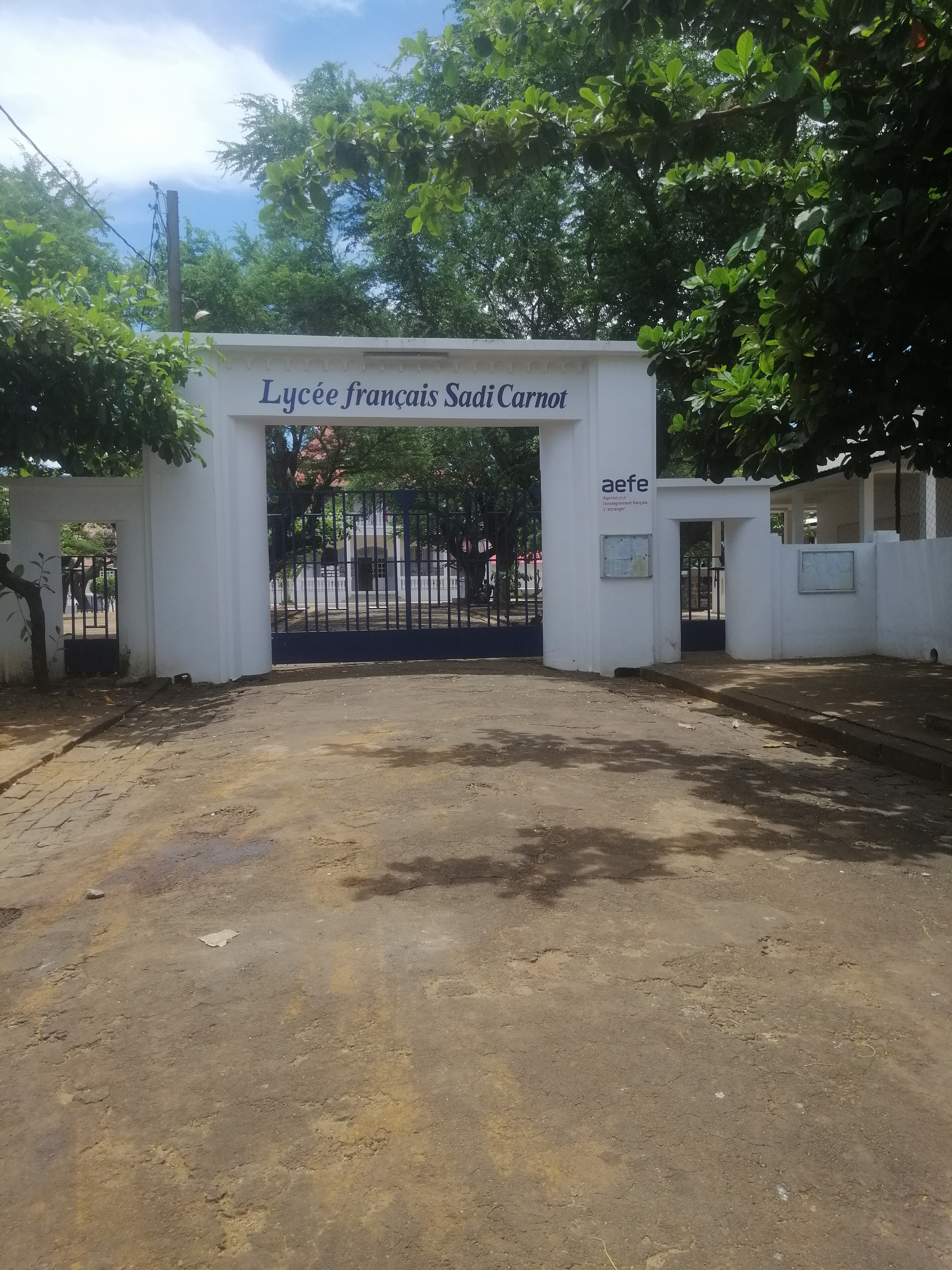
Le lycée français Sadi-Carnot Antsiranana.

- les écoles internationales françaises comme le Collège français Sadi-Carnot de Diego Suarez[20],[21] et l'Alliance française d'Antsiranana[22].

### Enseignement supérieur

#### Université d'Antsiranana

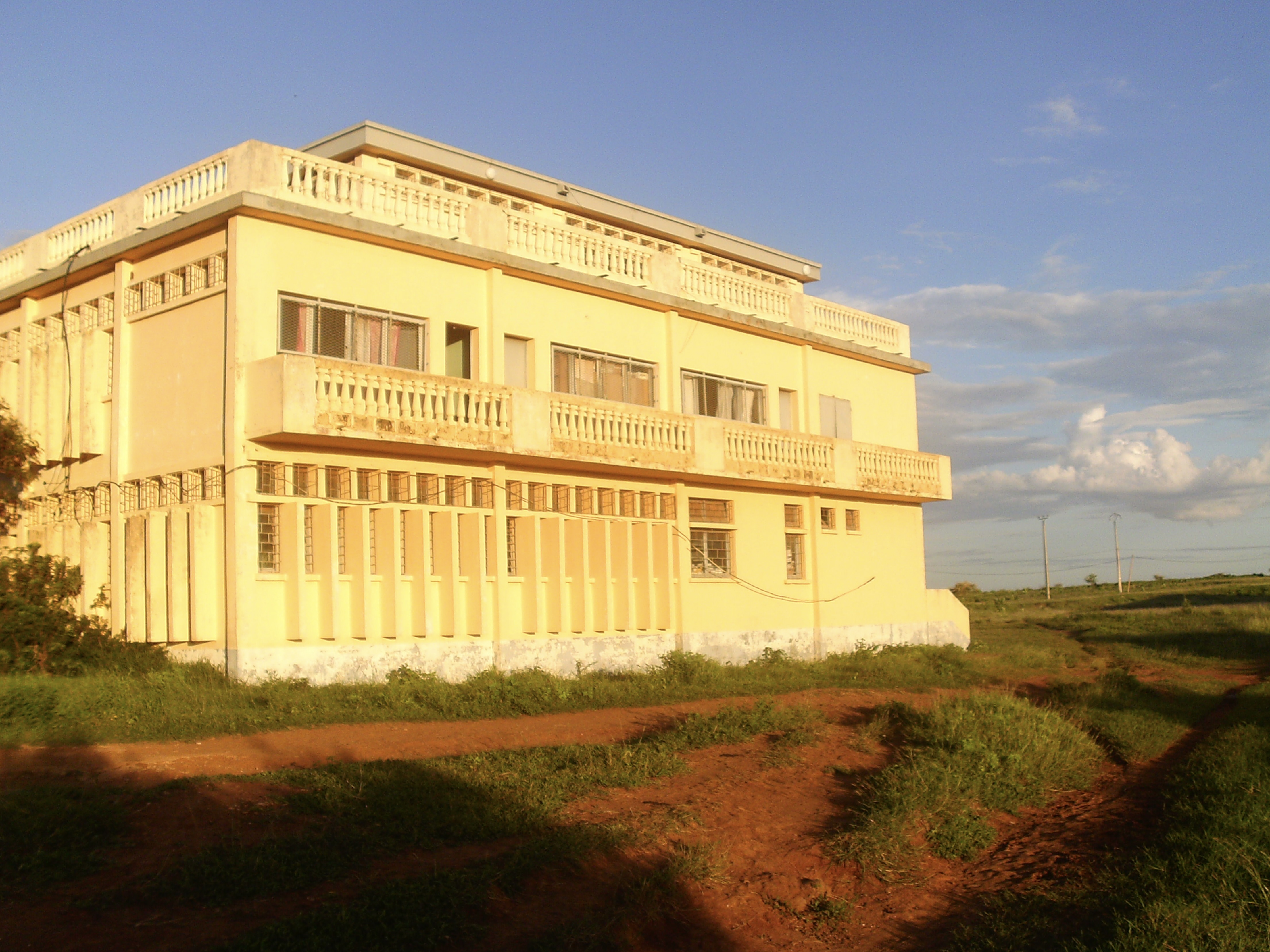
Bibliothèque universitaire Antsiranana.

L’Université d'Antsiranana (UNA)a été fondée en 1976. Elle propose plusieurs écoles et facultés et délivre des diplômes de licence, master et doctorat.
Pour les niveaux licence et master, il y a :
- l'École Supérieure Polytechnique (ESPA)

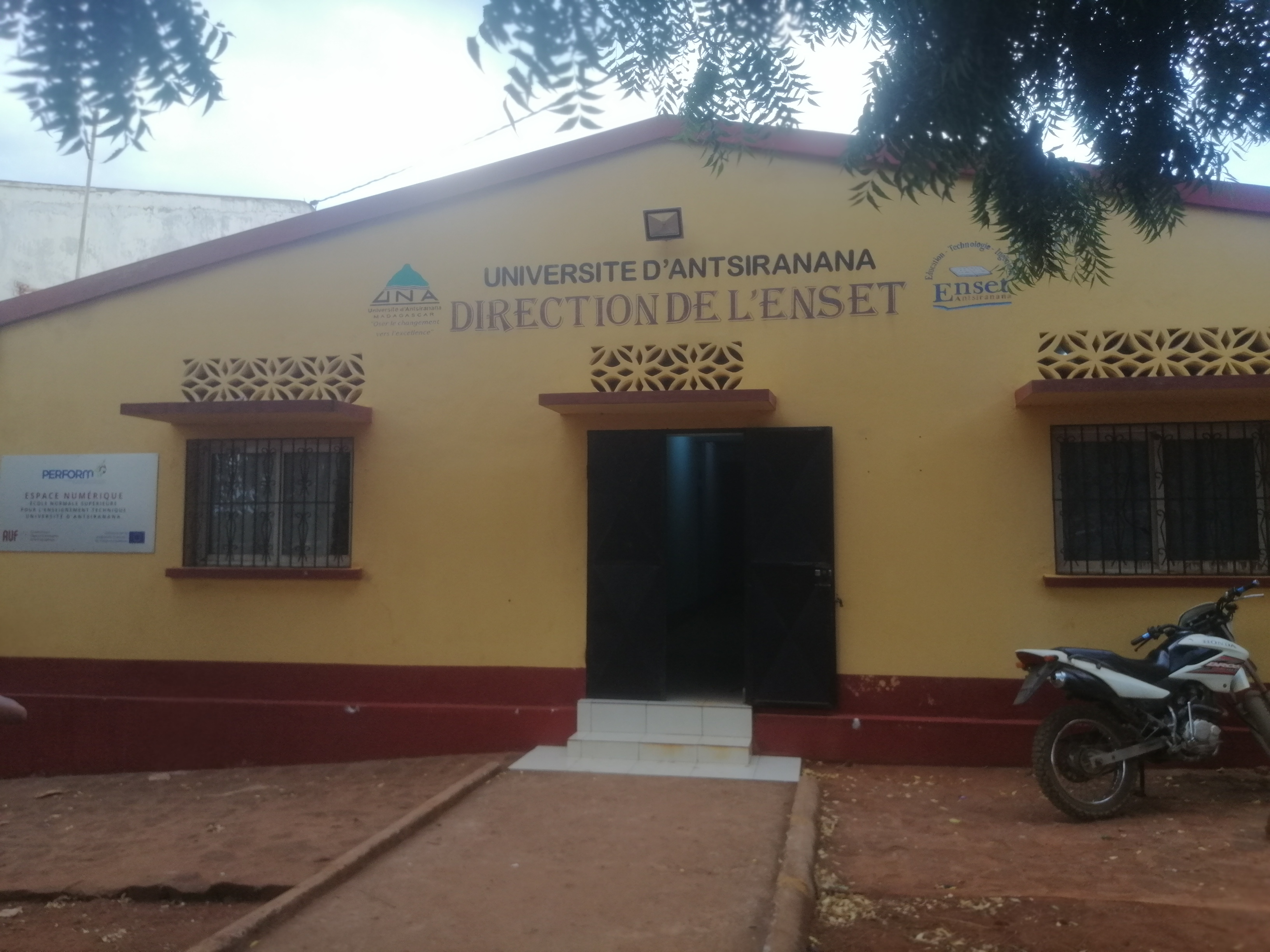
ENSET

- l'École Normale supérieure de l'Enseignement technique (ENSET)
- la Faculté des Sciences (FS)
- la Faculté des Lettres et des Sciences Humaines (FLSH)
- la Faculté de Médecine (FM)
- la Faculté des Droits, d'Économie, de Gestion et des Sciences Politiques (DEGSP)
- l'Institut Supérieur en Administration d'Entreprises (ISAE)
- l'École Supérieure en Agronomie et Environnement de Diego (ESAED)

Afin d'accéder au doctorat, il y a les Écoles Doctorales Thématiques (EDT) : 
- EDT ENRE (Énergies Renouvelables et Environnement)
- EDT LALICE DM (Langues Littérature et Civilisations Étrangères – Dynamique de la Modernité).

#### Institut Supérieur de technologie d'Antsiranana
L'Institut supérieur de technologie d'Antsiranana est un établissement public d'enseignement et de recherche qui a ouvert ses portes en 1992. Il a pour mission de former des techniciens supérieurs (bac+2) en techniciens supérieurs spécialisés (grade licence) et des ingénieurs (grade master).
Au sein de la Direction de Génie Industriel (DGI), il y a, pour l'obtention du Diplôme de Technicien Supérieur : 
- MEEM : Maintenance en Équipements Électromecaniques
- MEFT : Maintenance en Équipements Frigorifiques et Thermiques
- GTR : Génie des Télécommunications et des Réseaux
- TECHNA : Technologie Navale
- TIM : Technologie de l'Information et Multimédia

Pour l'obtention du Diplôme des Techniciens Supérieurs Spécialisés : 
- SERA : Système à Énergies Renouvelables et Alternatives
- ADR : Administration des Réseaux
- IRM : Ingénierie des Réseaux Mobiles

Pour l'obtention du Master : 
- TAM : Techniques Avancées de Maintenance
- NTE : Nouvelles Technologies de l'Électricité
- ICE : Ingénierie des Communications Électroniques

Au sein de la Direction des Managements de Commerce et Service (DGMCS), il existe les filières suivantes :
- Diplôme de Technicien Supérieur :
  - COM : Commerce
  - TBA : Technique Bancaire et Assurance
  - TGH : Tourisme et Gestion Hôtelière
  - GFC : Gestion Financière et Comptable

- Diplôme des Techniciens Supérieurs Spécialisés :
  - LBA-CGC : Licence en Banque et Assurance – option Conseiller Gestionnaire de Clientèle
  - TCI : Transit et Commerce International
  - CCA : Comptabilité Contrôle et Audit
  - TGH-DPT : Tourisme et Gestion Hôtelière –option Développement des Produits Touristiques

- Master :
  - MEO : Management des Entreprises et des Organisations
  - IF : Ingénierie Financière

#### Autres
À Antsiranana, il existe également de nombreux instituts indépendants : ISNM, ESTIME, ISISFA, ISPDR, ISA.

## Sport
- Kakao Football Club Ambanja, club de football.

## Eau potable
Les besoins journaliers en eau potable de la population d’Antsiranana sont estimés à 24 000 m3 alors que les stations de traitement d’eau fournissent à peine 18 000 m3, dont 8 000 m3 dans la station de Maromaniry et 10 000 m3 dans la nouvelle station de Sahasifotra.

## Stations de radio à Antsiranana
- Radio Jupiter
- Radio télévision Varatraza
- Radio DS
- Radio Faniry
- Radio Fahazavana
- Radio RFI